# Danja
Floyd Nathaniel Hills, mest känd under sitt artistnamn "Danja" (född 22 februari 1982 i Virginia Beach, Virginia), är en amerikansk musikproducent som har producerat musik med Timbaland.
Danja tillhör Timbalands skivbolag Mosley Music Group.
Danja har producerat låtar tillsammans med Timbaland till artister som Justin Timberlake, Nelly Furtado och Keri Hilson.